# Open Cobalt
Open Cobalt — свободно распространяемый браузер и набор инструментов (construction toolkit) для доступа, создания, и опубликования многопользовательских виртуальных миров, которые доступны как посредством локальной сети, так и через интернет.
Система предназначена для развёртывания защищенных виртуальных пространств, для поддержки образования, исследовательской работы, и деятельности виртуальных организаций.
Open Cobalt — это разновидность 3D браузера, который можно использовать для установки и доступа к связанной ссылками трёхмерной виртуальной среде, подобно тому, как веб-браузер
служит для доступа к веб-страницам.
Используя с выгодой основанную на OpenGL 3D графику,
Open Cobalt поддерживает хорошо масштабируемые объединения 3D вики, онлайновые игровые миры (Наподобие MMORPG), также как и небольшие приватные.

## Цели
Цель проекта — стимулировать использование разделяемых виртуальных пространств, продвинуть визуальную взаимодействие и углубить сотрудничество в образовании, исследованиях и в развлечении — а потому:
- Способствовать разработке и распространении совместных киберпространств для создания виртуальных организаций и образовательных сообществ.

- Создать условия для появления бесплатного, открытого и расширяемого глобального трехмерного информационного пространства.

## Особенности
- Бесплатно и Open Source (MIT License)
- Полностью настраиваемо
- Кроссплатформенно (Mac OS, Windows, Linux)
- Частные виртуальные миры
- Создание 3D ссылок между виртуальными мирами
- Сохранение/загрузка виртуальных миров
- Самоиздание виртуальных миров
- Доступ к удаленным программам (через VNC)
- Создание и редактирование контента пользователями

### Создание 3D ссылок

3D ссылки Open Cobalt, соединяющие пять различных виртуальных пространств. Трехмерные гиперссылки видны как годные для навигации порталы и позволяют мирам Open Cobalt создаваться пользователями в связанную ссылками сеть.

В отличие от других реализаций виртуальных миров, Open Cobalt
использует метод ссылок, напоминающих фрейм окна или портала, который, когда повернут, показывает пользователю 360-градусный вид другого региона в реальном времени.
Как красные ссылки в Википедии, порталы (черные окна) можно создавать к ещё не созданному пространству..

### Удалённое объединение
- Доступ к общим папкам (LDAP)

Два пользователя используют VNC-сессию
внутри защищённого совместного пространства Open Cobalt. Интеграция VNC с Open Cobalt делает возможным
совместный доступ к рабочим столам и программам, запущенным
на удалённых машинах в любой части сети.

- Работает поверх LAN и внутри Intranet
- Интегрированный текстовый чат (XMPP)
- Внутренний голосовой чат (VoIP)
- Внутренний видео-чат
- Веб-браузинг (про помощи VNC)
- Аннотации (текст и аудио)
- Совместное использование и редактирование документов

### Поддержка типов файлов
- Импорт мешей и текстур (.kmz, .obj, .ase, .vrml)
- Импорт медиа (.mpg)
- Скриптование (Smalltalk/Squeak)
- Собственные аватары и анимация (посредством Collada/Ogre 3D workflows)
- Основанные на OpenGL
- OpenAL

## Техническая функциональность
Open Cobalt построен используются Open Croquet software developer’s toolkit. Взаимосвязь с Open Croquet обеспечивает некоторое кол-во сильных возможностей.

### Среда программирования
Так же как и Squeak/Croquet, Open Cobalt чисто объектно-ориентированная система, допускающая гибкость своего дизайна и реализации. Внутри Open Cobalt программисты могут редактировать исходный код 3D мира, и незамедлительно видеть результаты. Запущенная программа не должна быть завершенной, и нет замкнутого цикла разработки «компиляция-ссылка-запуск-дебаг». Любую часть программы можно редактировать, согласно VM и OpenGL. Надежда Open Cobalt на generalized storage allocator Squeak'a и сборщик мусора делает эффективным управление в реальном времени и позволяет безопасно изменять вид объектов. Как и Squeak, Open Cobalt поддерживает множество языков и наборов символов.

## Уникальные аспекты
Open Cobalt это и программа для пользователя и полностью снабженная среда разработки для создания связанных друг с другом виртуальных миров, созданных пользователями. Эта более гибкая система, чем проприетарные реализации, такие как Second Life, и раньше ViOS.
Всё потому что это:
- Бесплатно и open-source (лицензия MIT)
- Отличительным признаком является способность создавать 3D гиперссылки в виде дверей, соединяющих миры друг с другом (по большей части как 2D гиперссылки соединяют веб-страницы).
- Поддерживает VoIP (пользователи могут общаться друг с другом)
- Децентрализованно (благодаря p2p-архитектуре)
- Кроссплатформенно (благодаря технологии «виртуальой машины» работает на Mac OS X, Windows, и Linux)
- Обеспечивет полнофункциональный язык программирования (Smalltalk/Squeak, интегрированную среду разработки, и class library в каждой запущенной копии (с самой средой программирования, будучи расширяемой и разделяемой)
- Основано на late-binding архитектуре Squeak'a и удобствах метапрограммирования (позволяет удобно пользоваться медиа)
- Пользователи и разработчики могут свободно просматривать, и модифицировать исходный код всей системы
- Пользователи и разработчики могут импортировать 3D контент напрямую (Google 3D Warehouse content (.kmz) и другие форматы посредством drag-and-drop'a
- Импорт аудио и видео файлов.
- Изменения кода видны в реальном времени.
- Независимо от какого-то определенного сервера, владельца или организации